# Психо (фільм, 1998)
«Психоз» (англ. Psycho) — рімейк класичного трилеру «Психо» Альфреда Гічкока, знятий 1998 року Ґасом Ван Сентом.

## Сюжет
Практично покадрово відтворюється стрічка Гічкока, тому автором сценарію є Джозеф Стефано, який створив сценарій для класичного фільму.

## В ролях
- Вінс Вон — Норман Бейтс
- Енн Гейч — Меріон Крейн[en]
- Джуліанн Мур — Лайла Крейн
- Віґґо Мортенсен — Сем Луміс
- Вільям Мейсі — Детектив Мілтон Арбоґаст
- Філіп Бейкер Голл — Шериф Ел Чамберс
- Роберт Форстер — Лікар Фред Річмонд
- Ренс Говард — Джордж Ловері, шеф Меріон
- Чед Еверетт — Том Кессіді, клієнт
- Енн Гейні — Еліза Чамберс, дружина шерифа
- Ріта Вілсон — Керолайн, співробітниця Меріон
- Джеймс ЛеҐрос — Чарлі
- Джеймс Ремар — Патрульний офіцер поліції
- Роуз Марі — Норма Бейтс (голос, в титрах не указана)

## Відмінності від оригінального фільму
- Головна героїня викрадає не 40, а 400 тисяч доларів.